# Шиля (Румунія)
Шиля (рум. Șilea) — село у повіті Алба в Румунії. Входить до складу комуни Фереу.
Село розташоване на відстані 260 км на північний захід від Бухареста, 49 км на північний схід від Алба-Юлії, 63 км на південний схід від Клуж-Напоки, 137 км на північний захід від Брашова.

## Населення
За даними перепису населення 2002 року у селі проживали 390 осіб.
Національний склад населення села:
| Національність | Кількість осіб | Відсоток |
| -------------- | -------------- | -------- |
| румуни         | 265            | 67,9%    |
| угорці         | 124            | 31,8%    |

Рідною мовою назвали:
| Мова      | Кількість осіб | Відсоток |
| --------- | -------------- | -------- |
| румунська | 267            | 68,5%    |
| угорська  | 123            | 31,5%    |